# 斑节杨桃螺
斑节杨桃螺（学名：Harpa articularis），是新腹足目杨桃螺科杨桃螺属的一种。主要分布于印度尼西亚、台湾，常栖息在沿岸。